# NA-700
La NA-700 es una carretera de la Red de interés de la Comunidad Foral de Navarra, perteneciente a la Red de Carreteras de Navarra, que tiene una longitud de 38,16 km, y discurre desde Pamplona hasta Bearin, en el Valle de Yerri. Sirve de comunicación entre Pamplona y Estella a través de Echauri.

## Recorrido
La NA-700 está dividida en dos tramos. El primero de ellos se inicia en la rotonda que une esta vía con la PA-30 y la Calle Dorotea Barnés, justo en el límite municipal de Pamplona con Orcoyen. Desde ese punto, recorre 440 metros en dirección oeste hasta llegar a la rotonda que la une con la Calle A del Polígono de Agustinos y el núcleo urbano de Orcoyen, donde la vía pasa a ser de titularidad municipal con la denominación "Carretera de Echauri" (previamente pertenecía a la Red de Carreteras de Navarra). El segundo tramo se inicia al final de esta última vía municipal, donde recupera la titularidad foral, y discurre hasta Bearin, en el Valle de Yerri, sirviendo de eje vertebrador de los municipios de Cendea de Olza, Echauri, Ciriza, Guesálaz, Salinas de Oro y el priopio Valle de Yerri. En su extremo final se une a la NA-120, que finaliza su recorrido en Estella, completando así el itinerario Pamplona-Estella.